# Universidad de Conakri
La Universidad Gamal Abdel Nasser de Conakri o Universidad de Conakri (francés,
L'Université Gamal Abdel Nasser de Conakry) es el centro universitario más importante de Guinea conocido hasta 1984 como Instituto Politécnico de Conakri. Fue construida con apoyo técnico de la Unión Soviética en 1963. Se sitúa en Conakri. 